# Salix planifolia
Salix planifolia là một loài thực vật có hoa trong họ Liễu. Loài này được Pursh miêu tả khoa học đầu tiên năm 1814.

## Hình ảnh

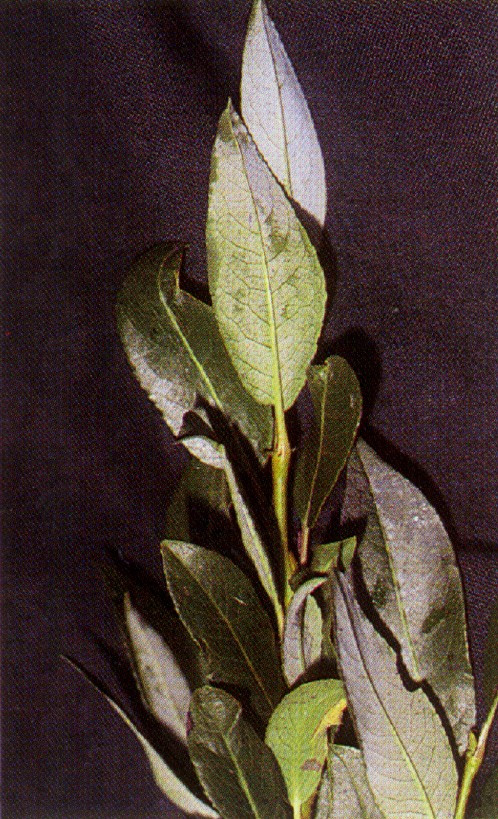
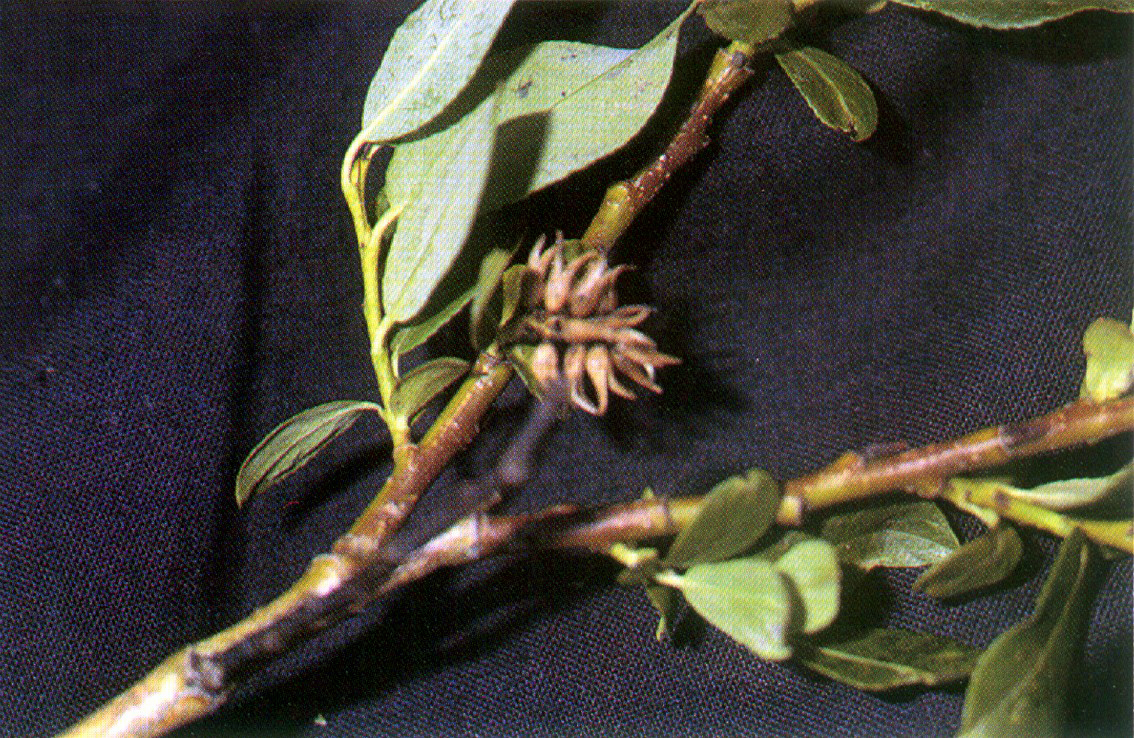
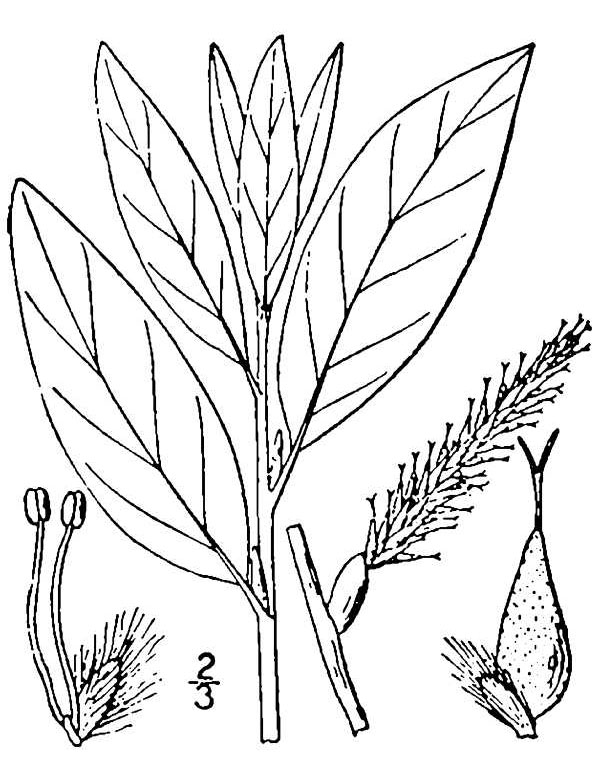